# Michel Jourdain
Michel Jourdain Declercq (Bruselas, 25 de agosto de 1947) es un ex piloto de carreras belga-mexicano.

## Biografía
La familia de Jourdain emigró a México cuando tenía 3 años. Jourdain compitió en varias series de carreras mexicanas diferentes y compitió en la Primera Copa Indy 150 de CART en 1980 en el Autódromo Hermanos Rodríguez en la Ciudad de México. 
Comenzó 20º en un Eagle con motor Offy, pero fue noqueado después de 5 vueltas por una falla en la línea de aceite. Entró en la carrera dos semanas después en el Phoenix International Raceway, pero no se clasificó. Condujo en la carrera de Ciudad de México de 1981, pero nuevamente fue noqueado por una falla en la línea de aceite después de 18 vueltas. Compitió en la Baja 1000 en 2004 y 2005 junto a su hijo Michel Jr. y su hermano Bernard, quienes también compitieron en CART. Ganaron la clase Baja Challenge para equipos Celebrity Pro-Am en 2004 y quedaron terceros en 2005.
Jourdain también es promotor de deportes de motor y propietario de pistas. En 1984 fundó la mexicana Fórmula K, más tarde Fórmula 2 y Fórmula 3000. Se convirtió en gerente del Autódromo Hermanos Rodríguez en la década de los noventa. En 1997 fundó la Copa Mustang. En 2004 asumió la dirección del Desafío Corona. En 2011 creó la Super Copa Telcel. Ha sido descrito como el " Bill France de Mexico", habiendo dicho en 2003 haber fundado 28 series de carreras diferentes.